# عائشة بنت سعد
عائشة بنت سعد تابعية وإحدى رواة الحديث، والدها سعد بن أبي وقاص بن وهب بن عبد مناف بن زهرة، وأمها زين بنت الحارث بن النعمان بن شراحيل بن جناب من بني قيس بن ثعلبة بن عكابة بن صعب بن علي بن بكر بن وائل، توفيت سنة 117 هـ.

## روايتها للحديث النبوي
روت عائشة الحديث عن أبيها سعد بن أبي وقاص وعن عدة من أزواج النبي صلى الله عليه وسلم ، وروى عنها كثير من الناس وبقيت  وقد حدث معن بن عيسى قال حدثتنا عبيدة بنت نابل قالت: كان لعائشة بنت سعد خاتمان من ورق في اللتين تليان الخنصر فكانت إذا توضأت أجالتهما، وفي روايتها للحديث روى عارم بن الفضل قال حدثنا حماد بن زيد عن أيوب عن عائشة بنت سعد قالت:
| عائشة بنت سعد | أدركت ستاً من أزواج النبي صلى الله عليه وسلم، وكنت أكون معهن فما رأيت على امرأة منهن ثوباً أبيض، وكنت أدخل عليهن وعليّ الحلي فلا يعبن ذلك علي؛ قيل لها ما هو قالت قلائد الذهب ومزيقيات الذهب فلا يعبن ذلك علي | عائشة بنت سعد |

وكانت شديدة الفخر بأبيها إذ كانت تقول:
| عائشة بنت سعد | أنا ابنة المهاجر الذي فداه رسول الله صلى الله عليه وسلم يوم أحد بالأبوين | عائشة بنت سعد |